# 1909 у літературі

## Нагороди
- Нобелівську премію з літератури отримала шведська письменниця Сельма Лагерлеф.

## Народились
- Лакшміпрасад Девкота—  непальський поет, драматург, прозаїк.
- Станіслав Єжи Лєц — польський поет, філософ, письменник-сатирик
- Джефрі Тріз — британський письменник, автор дитячих історичних романів.
- Едгар Міттельгольцер — гаянський прозаїк.
- Мордхе Хусід — канадський єврейський поет і прозаїк.

## Померли
Анненський Інокентій Федорович, російський поет-символіст

## Нові книжки
- Джек Лондон. Мартін Іден